# موتور جریان متناوب
موتور جریان متناوب یک ماشین الکتریکی است که با جریان متناوب تغذیه شده و توان الکتریکی را تبدیل به توان مکانیکی چرخشی یا خطی می‌کند. موتور جریان متناوب AC از دو قسمت اصلی تشکیل شده است:
- استاتور: بخش خارجی و معمولاً ثابت (بدنه) که با عبور جریان متناوب از سیم‌پیچ آن، میدان مغناطیسی دوار ایجاد می‌شود.
- روتور: بخش داخلی و متحرک که به محور موتور متصل شده و در اثر میدان مغناطیسی دوار استاتور، گشتاور تولید می‌کند.

از نظر نوع روتور مورد استفاده، موتورهای جریان متناوب به دو صورت طبقه‌بندی می‌شوند:
- موتور سنکرون یا هم‌زمان که در آن روتور دقیقاً با سرعت میدان دوار می‌چرخد. در این نوع موتورها میدان مغناطیسی روتور به وسیله یک منبع جریان مستقیم خارجی تأمین می‌شود.
- موتور آسنکرون یا القایی که در آن میدان مغناطیسی روتور از جریان القاء شده در اثر میدان استاتور پدید می‌آید.

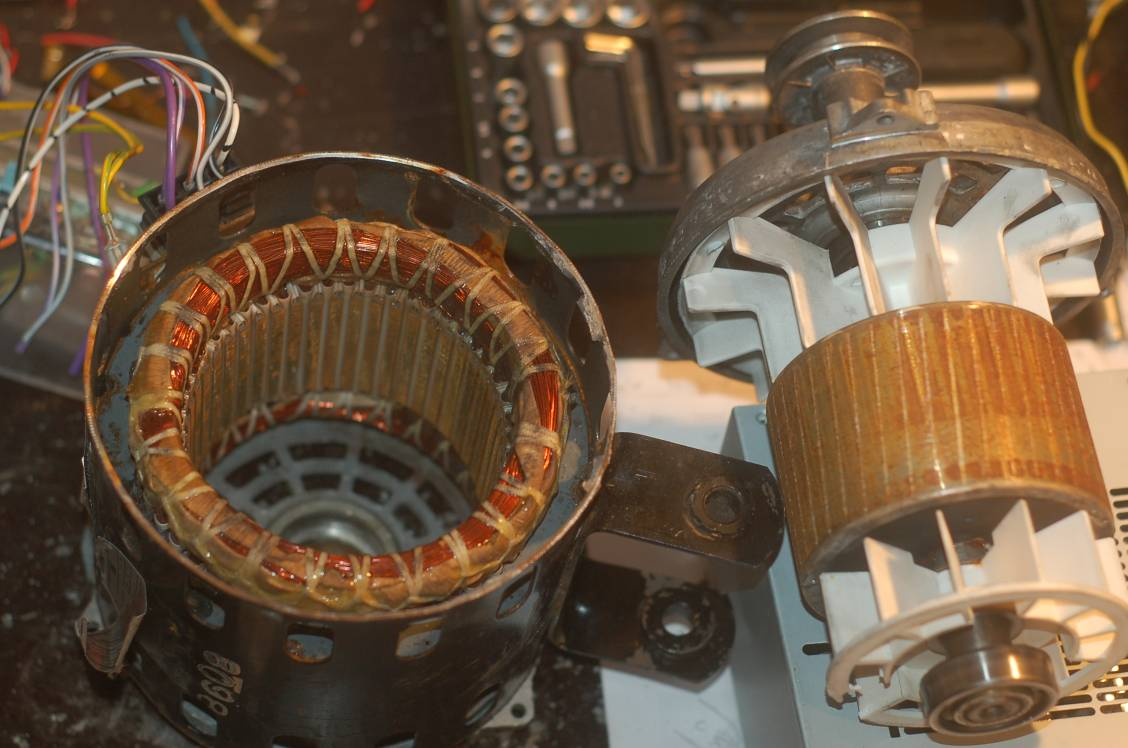
تصویری از یک موتور جریان متناوب روتور قفسی

## تاریخچه
در ۱۸۸۲ نیکولا تسلا اصول میدان مغناطیسی دوار را پایه‌گذاری کرد و راه را برای استفاده از میدان دوار به عنوان نیروی محرکه باز کرد. در سال ۱۸۸۳ او از این اصول برای طراحی یک موتور القایی دو فاز استفاده کرد. در ۱۸۸۵ «گالیلئو فراریس» (Galileo Ferraris) مستقلاً تحقیقاتی را در این باره آغاز کرد و در ۱۸۸۸ نتایج تحقیقات خود را در قالب مقاله‌ای به آکادمی سلطنتی علوم در تورین ایتالیا ارائه داد.
حرکتی که نیکولا تسلا در ۱۸۸۳ آغاز کرد چیزی بود که امروزه برخی از آن به عنوان «انقلاب صنعتی دوم» یاد می‌کنند، چراکه این حرکت به تولید آسان‌تر انرژی الکتریکی و همچنین امکان انتقال انرژی الکتریکی در مسافت‌های طولانی انجامید. قبل از اختراع موتورهای جریان متناوب به وسیله تسلا، موتورها با جریان مستقیم کار می‌کردند.
تسلا به این نکته اشاره کرد که می‌توان کلکتورهای موتور را حذف کرد به‌طوری‌که موتور به وسیله میدانی دوار به حرکت درآید. تسلا بعدها موفق به کسب حق امتیاز شماره ۰٫۴۱۶٫۱۹۴ ایالات متحده برای اختراع موتور خود شد. این موتور که در بسیاری از عکس‌های تسلا نیز هست نوع خاصی از موتور القایی بود.
در سال ۱۸۹۰ میخایل اسیبوویچ یک موتور سه‌فاز روتور قفسی اختراع کرد. این نوع موتور امروزه به‌طور وسیعی برای کاربردهای گوناگون استفاده می‌شود.

## موتور جریان متناوبسه‌فازالقایی
در بیشتر جاهایی که سیستم تغذیه سه‌فاز (یا چندفاز) در دسترس است از این‌گونه موتورها استفاده می‌شود، به ویژه در قدرت‌های بالاتر استفاده از این موتورها بسیار رایج است. اختلاف فاز بین هر یک از سه‌فاز تغذیه‌کننده باعث به وجود آمدن یک میدان دوار متعادل می‌شود که با سرعت ثابتی می‌چرخد.
در یک موتور القایی، میدان مغناطیسی دوار موجب القای جریان در سیم‌پیچ روتور می‌شود. این جریان به‌طور متقابل میدان مغناطیسی را به وجود می‌آورد که موجب چرخش روتور در جهت میدان مغناطیسی دوار خواهد شد. اما روتور همیشه باید با سرعتی کمتر از سرعت استاتور می‌چرخد، زیرا در صورتی که سرعت روتور و میدان دوار یکسان باشد جریانی در روتور القا نخواهد شد.
موتورهای القایی در صنایع به‌طور گسترده‌ای مورد استفاده قرار می‌گیرند اما قدرت‌های حدود ۵۰۰ کیلووات خیلی بیشتر رایج هستند. موتورهای القایی معمولاً با اندازه‌های استانداردی ساخته می‌شوند (البته این استانداردها در اروپا و آمریکا متفاوت است) این استانداردهای ساخت موتورها تقریباً همه آن‌ها را قابل جای‌گزینی می‌کند. توان برخی از موتورها القایی بسیار بزرگ به ده‌هاهزار کیلووات می‌رسد. از جمله استفاده‌های این موتورها می‌توان به کمپرسورهای خطوط لوله و تونل‌های باد اشاره کرد.
برای این موتورها دو نوع مختلف از روتور وجود دارد:
- روتور قفسی (قفس سنجابی)
- روتور سیم‌پیچی شده

### روتور قفسی
بیشتر موتورهای جریان متناوب از این نوع روتورها استفاده می‌کنند به‌طوری‌که می‌توان گفت همه موتورهای خانگی و موتورهای سبک صنعتی از این نوع روتورها استفاده می‌کنند. روتور قفسی یا قفس سنجابی نام خود را از شکلش گرفته است؛ دو رینگ در دو انتهای روتور که به وسیله میله‌های به هم وصل شده‌اند شکلی تقریباً شبیه یک قفس تشکیل می‌دهند. این میله‌ها عموماً از جنس آلومینیوم یا مس هستند و در بین ورقه‌های لایه لایه شده فولادی ریخته شده‌اند. بیشتر جریان القا شده در روتور از میان این میله‌ها عبور می‌کند چراکه ورق‌های لایه لایه فولادی به علت لاک‌زده‌شدن دارای مقاومت الکتریکی زیادی هستند. ولتاژ ایجاد شده در بین حلقه‌ها بسیار پایین است اما جریان بسیار زیاد است و این به دلیل مقاومت پایین این میله‌هاست. در موتورهایی که راندمان بالاتری دارند از مس برای ساخت روتور استفاده می‌شوند، زیرا مقاومت الکتریکی این فلز کمتر است.

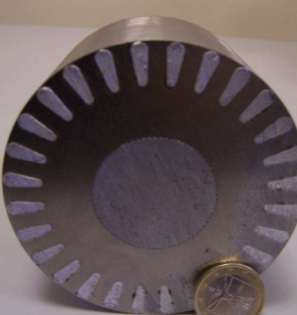
تصویری از روتور یک موتور، روتور قفسی

در هنگام کار، موتور القایی شبیه یک ترانسفورماتور عمل می‌کند که استاتور، اولیه و روتور، ثانویه آن محسوب می‌شود. وقتی روتور با سرعت میدان دوار نمی‌چرخد جریان القا شده در روتور زیاد است، این جریان زیاد میدان مغناطیسی ایجاد می‌کند که با افزایش سرعت روتور سرعت آن را هرچه بیشتر به سرعت استاتور نزدیک می‌کند. یک موتور القایی روتور قفسی در هنگام بی‌باری (سرعت برابر با میدان دوار) تنها مقدار کمی انرژی الکتریکی برای جبران تلفات مکانیکی (اصطکاک) و تلفات مسی (تلفات ایجاد شده به دلیل مقاومت هادی‌های الکتریکی) مصرف می‌کند. اما زمانی که بار موتور افزایش می‌یابد میزان جریان جاری در روتور افزایش می‌یابد (برای جبران فشار وارده به محور موتور) و به این ترتیب موتور مانند یک ترانسفورماتور عمل می‌کند چراکه با افزایش جریان در ثانویه جریان اولیه نیز افزایش می‌یابد. این دلیل کاهش یافتن نور لامپ‌ها در هنگام روشن شدن موتورهای القایی است البته زمانی که این موتورها به هواکش‌ها متصل شده‌اند این اتفاق نمی‌افتد.
موتورهای القایی که از حرکت وامانده‌اند (به دلیل بار زیاد یا گیرکردن محور) جریانی بسیار زیاد مصرف خواهند کرد چراکه تنها عامل محدودکننده جریان در چنین حالتی مقاومت ناچیز هادی‌های استاتور و روتور خواهد بود و در صورتی که این جریان به وسیله عاملی خارجی مهار نشود موتور و تجهیزات تغذیه‌کننده آن آسیب خواهند دید.

### روتور سیم‌پیچی
در روتور سیم‌پیچی‌شده، مقاومت سر راه روتور قابل تغییر است. یکی از کاربردهای این نوع روتورها در موقعیت‌هایی است که به سرعت متغیر نیاز است. در این روتورها سیم‌پیچ روتور طوری پیچیده شده که تعداد قطب‌ها در روتور و استاتور برابر هستند و خروجی هر فاز از روتور به‌طور جداگانه و به وسیله حلقه‌های لغزنده از موتور خارج شده‌است. این حلقه‌های لغزنده ارتباط الکتریکی خود با محور موتور را معمولاً به وسیله کربن ایجاد می‌کنند و پس از خارج شدن از موتور به یک مقاومت متغیر خارجی وصل می‌شوند.
در مقایسه با موتورها روتور قفسی، موتورهای روتور سیم‌پیچی گران‌تر هستند و به علت استهلاک حلقه‌های لغزان دارای هزینه تعمیر و نگه‌داری بالاتری نیز هستند، قبل از تولید تجهیزات کنترل سرعت الکترونیکی این موتورها بهترین راه برای کنترل سرعت بودند همچنین این موتورها می‌توانند در لحظه شروع به کار گشتاور بالاتری داشته باشند. استفاده از کنترل‌کننده‌های ترانزیستوری فرکانس راهی مناسب برای کنترل دور موتورهای جریان متناوب است و این از تمایل برای استفاده از موتورهای روتور سیم‌پیچی کاسته‌است.
راه‌های مختلفی برای راه‌اندازی موتورهای جریان متناوب استفاده می‌شود که اغلب این راه‌ها بر کاهش جریان هجومی در هنگام راه‌اندازی و همچنین افزایش گشتاور راه‌اندازی تکیه می‌کنند. این گونه موتورها تنها با وصل ترمینال‌های ورودی به برق شهری با ولتاژ استاندار شروع به کار می‌کنند و (بر خلاف برخی موتورهای جریان مستقیم) نیاز به روش راه‌اندازی ویژه‌ای ندارند. یکی دیگر از روش‌های کاهش جریان راه‌اندازی موتور، کاهش ولتاژ سیم‌پیچ‌ها در لحظه راه‌اندازی است که این کار به وسیله سری کردن سیم‌پیچ‌های بیشتر یا استفاده از اتوترانسفورماتور، تریستور یا دیگر تجهیزات کاهش ولتاژ صورت می‌گیرد. روشی دیگر برای کاهش ولتاژ سیم‌پیچ‌ها در لحظه راه‌اندازی تغییر طرز قرار گرفتن سیم پیچ‌ها و استفاده از کلیدهای ستاره-مثلث است. در این حالت ابتدا موتور را در حالت ستاره راه‌اندازی کرده و پس از رسیدن به دور نامی، ترتیب قرار گرفت سیم‌پیچ‌ها را به وسیله کلید تغییر داده و به حالت مثلث می‌برند. این روش در اروپا رایج‌تر از آمریکای شمالی است.

### سرعت موتور آسنکرون
سرعت چرخش میدان دوار موتور جریان متناوب به دو عامل فرکانس و تعداد قطب‌های موتور بستگی دارد و از فرمول زیر به دست می‌آید:
{\displaystyle N_{s}={\frac {120f}{P}}}
که:
- NS سرعت میدان دوار یا سرعت سنکرون (r. p. m)
- f فرکانس منبع جریان متناوب (هرتز)
- P تعداد قطب‌های سیم‌پیچی به ازای هر فاز است.

میزان سرعت واقعی روتور همیشه از سرعت میدان دوار کمتر است. این اختلاف سرعت را لغزش می‌نامند و با S (مخفف slip به معنی لغزش) نمایش می‌دهند. در حالت بی‌باری سرعت روتور به سرعت سنکرون خیلی نزدیک خواهد بود و در بار نامی موتور لغزشی بین ۲ تا ۳ درصد خواهد داشت که در برخی موتورها این لغزش تا ۷٪ نیز می‌رسد.
میزان لغزش در یک موتور جریان متناوب از رابطه زیر به دست می‌آید:
{\displaystyle S={\frac {(N_{s}-N_{r})}{N_{s}}}}
که:
- Nr سرعت روتور (r. p. m)
- S میزان لغزش است که می‌تواند عددی بین ۱ و ۰ باشد..

## موتور جریان متناوب سه‌فاز سنکرون
اگر خروجی قطب‌های روتور به وسیله کلکتورها از موتور خارج شده و به یک منبع خارجی (سه‌فازه) وصل شود به‌طوری‌که روتور نیز به نوبه خود میدانی جداگانه و مداوم را ایجاد کند به موتور موتور سنکرون یا هم‌زمان گفته می‌شود. سرعت چرخش روتور در موتورهای سنکرون همواره برابر سرعت میدان دوار است و به همین دلیل این موتورها را هم‌زمان می‌نامند.
از این موتورها می‌توان به عنوان یک ژنراتور جریان متناوب نیز استفاده کرد.
امروزه موتورهای سنکرون را اغلب به وسیله کنترل‌کننده‌های ترانزیستوری فرکانس راه‌اندازی می‌کنند. این موتورها همچنین می‌توانند به صورت یک موتور القایی نیز راه‌اندازی شوند به این صورت که در روتور این موتورها از میله‌های هادیی شبیه روتورهای قفسی استفاده می‌شود و پس از راه‌اندازی، این قسمت روتور خود به خود از مدار خارج می‌شود به این صورت که پس از رسیدن موتور به دور نامی مقدار ناچیزی جریان در قفس رتور القا می‌شود و بدین ترتیب تقریباً از مدار خارج می‌شود.
یکی از کاربردهای موتورهای سنکرون اصلاح ضریب توان است. در مراکز صنعتی تقریباً تمامی بارها (به جز موتورهای سنکرون پر تحریک) از انرژی الکتریکی به صورت پس فاز استفاده می‌کنند. بارهای پس فاز موجب به وجود آمدن اختلاف فاز در مدار شده و ضریب توان مدار را کاهش می‌دهند که این می‌تواند موجب به وجود آمدن تلفات اضافی در طول خطوط شود. به دلیل خصوصیت خاص موتورهای سنکرون می‌توان از آن‌ها برای اصلاح ضریب توان نیز استفاده کرد، چراکه در صورتی که موتور سنکرون در حالت پر تحریک کار کند تقریباً مانند یک بار خازنی عمل کرده و از انرژی الکتریکی به صورت پیش فاز استفاده می‌کند و به این ترتیب می‌توان از یک موتور سنکرون به جای خازن‌های اصلاح ضریب توان استفاده کرد. این خصوصیت موتورهای سنکرون باعث شده که با وجود مشکلات مربوط به راه‌اندازی آنها، استفاده از آن‌ها هنوز رایج باشد.
برخی از بزرگ‌ترین موتورهای جریان متناوب در نیروگاه‌های آب تلمبه‌ای مورد استفاده قرار می‌گیرند چراکه این موتورها به راحتی می‌توانند نقش ژنراتور را ایفا کنند و به این ترتیب در ساعات کم مصرف انرژی الکتریکی به صورت موتور عمل کرده و آب را به مخزن پر ارتفاعی پمپ کنند و سپس در ساعات پر مصرف با پایین آمدن آب به صورت ژنراتور عمل کرده و از شبکه پشتیبانی کنند. در نیروگاه آب تلمبه‌ای Bath County در ویرجینیای آمریکا از شش ژنراتور سنکرون ۳۵۰ مگاواتی استفاده شده‌است که در زمان پمپ، هرکدام می‌توانند توانی برابر ۵۶۳۴۰۰ اسب بخار (۴۲۰۱۲۷ کیلووات) تولید کنند .

### راه‌اندازی
موتورهای آسنکرون با توجه به قدرت و ولتاژ آن به طرق مختلف راه‌اندازی می‌شوند و با توجه به اینکه موتور در لحظه شروع به کار جریان زیادی از منبع الکتریکی می‌کشد و این جریان زیاد علاوه بر اینکه به خود موتور صدمه می‌زند به مصرف‌کننده‌های دیگری که از این خط مشترک تغذیه می‌شوند لطمه زده و کار آن‌ها را مختل می‌سازد.
موتور آسنکرون معمولاً به روش‌های زیر راه‌اندازی می‌شود در نتیجه جریان راه‌اندازی کم می‌شود:
به‌طور مستقیم‌
برای موتورهایی که بزرگ نیستند و آمپر زیادی از شبکه نمی‌کشند به وسیلهٔ یک کلید سه قطبی به شبکه متصل می‌شوند.
توسط کلید یا مدار ستاره–مثلث
ابتدا ولتاژ اولیه را که بر هر فاز متصل می‌شود، را کم می‌کنیم سپس وقتی که موتور به دور نرمال خود رسید ولتاژی را که به هر فاز می‌رسد زیاد می‌کنیم. بنابراین در لحظه اول کلید به حالت ستاره بوده یعنی ولتاژ دو سر هر فاز به u/√۳ تقلیل می‌یابد در نتیجه موتور با توان ۳/۱ توان نامی خود کار می‌کند. استعمال کلید روی انواع موتورها با روتور قفسه‌ای یا روتور سیم پیچی امکان‌پذیر است. ولی در موتورهایی که با بار زیاد کار می‌کنند از کلید برای راه‌اندازی استفاده نمی‌شود. چون گشتاور مقاوم بار زیاد است‌.
توسط کمپانساتور
این وسیله راه‌اندازی که اتوترانسفورماتور کاهنده است بین موتور و شبکه قرار می‌گیرد. این طریق راه‌اندازی به دلیل اینکه جریان شروع به کار و گشتاور شروع به کار هر دو به یک نسبت پایین می‌آیند خیلی خوب است. ولی چون هزینه آن گران است فقط در موتورهایی که قدرت زیاد دارند استفاده می‌شوند.
اضافه کردن مقاومت در مدار استاتور
برای جلوگیری از عبور جریان زیاد در موقع راه‌اندازی موتور می‌توان مقاومت‌هایی به‌طور سری سر راه سیم پیچی‌های موتور قرار دارد. و به تدریج که موتور دور می‌گیرد دسته مقاومتهای راه انداز را به طرف چپ حرکت داده در این صورت کم‌کم مقاومتها از سر راه مدار خارج می‌شود. این طریق راه‌اندازی به دلیل تلفات انرژی در مقاومتها زیاد و نیروی کشش در لحظه شروع به کار کم، استعمال کمی دارد.
راه‌اندازی به وسیله اینورتر
اینورتر وسیله‌ای است برای راه‌اندازی وکنترل دور الکتروموتورها بدون هیچگونه ضربه به قسمت‌های مکانیکی مثل کوپلینگ‌ها، گیر بکسها، تسمه‌ها، زنجیرها و ... و در نتیجه افزایش طول عمر مفید موتور و سایر قسمت‌های مکانیکی را به دنبال خواهد داشت.

## سروو موتورهای دوفاز جریان متناوب
یک سروو موتور جریان متناوب دارای یک روتور قفسی است و سیم‌پیچ آن شامل دو قسمت است: ۱) سیم پیچ اصلی ۲) سیم پیچ کمکی که از آن برای به وجود آوردن میدان دوار استفاده می‌شود. در این موتورها مقاومت روتور بالا است و بنابراین منحنی گشتاور-دور این موتورها تقریباً خطی است. به‌طور کلی این موتورها، موتورهایی پر سرعت و با گشتاور پایین هستند و معمولاً قبل از وصل به بار سرعت آن‌ها به وسیله وصل به چرخ‌دنده‌ها کاهش می‌یابد.

### موتور با قطب سایه دار
برخی موتورهای جریان متناوب، دارای قطب سایه‌دار (چاک دار) هستند. از این قطب برای ایجاد گشتاور راه‌اندازی در موتور استفاده می‌شود. نمونه این موتورها در فن‌های الکتریکی کوچک و برخی پمپ‌های کوچک و برخی دیگر از موتورهای توان پایین دیده می‌شود. در این موتورها از یک سیم پیچ کوچک و با سطح مقطع پایین با نام سیم‌پیچ سایه‌ای استفاده می‌شود به این صورت که قسمتی از هر قطب به وسیله این سیم‌پیچ پوشیده شده‌است. طرز کار این موتورها به این صورت است که با القای الکتریکی در سیم‌پیچ‌ها به علت خاصیت سلفی سیم‌پیچ‌های سایه‌ای، این سیم‌پیچ‌ها با تغییرات جریان مخالفت می‌کنند (قانون لنز) و بنابراین یک اختلاف اندک بین جریان در سیم پیچ اصلی و سیم‌پیچ سایه‌ای ایجاد می‌شود که موجب چرخش موتور شده و از قفل شدن موتور در لحظه راه‌اندازی جلوگیری می‌کند. با افزایش سرعت روتور نیاز به وجود قطب‌های کمکی از بین می‌رود چراکه به دلیل وجود اینرسی موتور به چرخش ادامه می‌دهد.

### موتور القایی فاز-جُدا (Split phase)
یکی دیگر از انواع موتورهای تک‌فاز القایی، موتور فاز-جدا است که نسبت به موتور با قطب سایه‌دار کاربردهای مهم‌تری دارد. از جمله کاربردهای این موتورها می‌توان به موتورهای مورد استفاده قرار گرفته در ماشین‌های لباسشویی و خشک‌کن‌ها اشاره کرد. در مقایسه با موتورهای با قطب سایه‌دار این موتورها گشتاور راه‌اندازی خیلی بیشتری دارند و این به دلیل استفاده از سیم‌پیچ راه انداز است. این سیم‌پیچ راه‌انداز معمولاً پس از راه‌اندازی کامل موتور به وسیله یک کلید گریز از مرکز از مدار خارج می‌شود.
در موتور فاز-جدا، سیم‌پیچ راه انداز همیشه با مقاومت بیشتری نسبت به سیم‌پیچ اصلی ساخته می‌شود و به این ترتیب نسبت المان‌های سلفی و مقاومتی در هر سیم پیچ متفاوت است، همچنین تعداد دور سیم‌پیچ کمکی کمتر از سیم‌پیچ اصلی است که این موجب کاهش خاصیت سلفی این سیم‌پیچ می‌شود. بنابراین این سیم‌پیچ نسبت به سیم‌پیچ اصلی دارای مقاومت بیشتر و اندوکتانس کمتر است. کمتر بودن نسبت L به R موجب به وجود آمدن اختلاف فاز در دو سیم‌پیچ می‌شود که معمولاً بیشتر از ۳۰درجه نیست. این اختلاف فاز موجب چرخش موتور در لحظه راه‌اندازی می‌شود. پس از راه‌اندازی به علت وجود اینرسی موتور به چرخش خود ادامه می‌دهد و به این ترتیب نیازی به سیم‌پیچ کمکی نخواهد بود به همین دلیل سیم‌پیچ کمکی به وسیله کلید گریز از مرکز از مدار خارج می‌شود و به این ترتیب از ایجاد تلفات اضافی به وسیله سیم‌پیچ کمکی جلوگیری می‌شود.

### موتورهای جریان متناوب با خازن راه‌انداز
در موتورهایی که از خازن برای راه‌اندازی استفاده می‌کنند از یک خازن که با سیم‌پیچ کمکی سری‌ شده‌ استفاده می‌شود. این خازن در واقع وظیفه ایجاد اختلاف فاز بین سیم‌پیچ‌ها را بر عهده دارد. اختلاف فاز ایجاد شده توسط خازن‌ها در لحظه راه‌اندازی خیلی بیشتر از نوع قبلی است و بنابراین میزان گشتاور راه‌اندازی این موتورها نیز بیشتر است و البته هزینه این موتورها نیز بیشتر است.

### موتورهای خازنی با خازن ثابت
نوع دیگری از موتورهای جریان متناوب موتورها با خازن ثابت یا موتورهای PSC هستند. این موتورها دقیقاً مانند موتورهای خازنی که در بالا توضیح داده شد عمل می‌کنند با این تفاوت که فاقد کلید گریز از مرکز بوده و بنابراین خازن در این موتورها همواره در مدار است. موتورهای با خازن ثابت به‌طور گسترده‌ای در فن‌ها، دمنده‌ها و سیستم‌هایی که تغییر سرعت برای آن‌ها مطلوب است استفاده می‌شوند. در برخی موارد که نیاز به استفاده از یک موتور سه‌فاز به صورت تک‌فاز است با اتصال یک خازن به یکی از فازها و سری کردن دوفاز دیگر می‌توان از موتور سه‌فاز به صورت تک‌فاز استفاده کرد که البته در این حالت گشتاور موتور کاهش می‌یابد.

### موتور پولزیون
موتور پولزیون یا موتور دفع‌کننده نوعی موتور تک‌فاز جریان متناوب است. روتور این موتورها سیم‌پیچی شده و تا حدودی شبیه موتورهای یونیورسال هستند. در گذشته تعدادی از این موتورها ساخته می‌شد اما استفاده از موتورهای RS-IR (راه‌انداز دفع‌کننده-حرکت القایی) به نسبت رایج تر بود. موتورهای RS-IR دارای یک کلید گریز از مرکز هستند که پس از رسیدن به سرعت نامی‌ تمام کلکتورها را به هم وصل کرده و روتور را به صورت یک روتور قفسی در می‌آورد بنابراین موتور در هنگام کار مانند یک موتور روتور قفسی عمل می‌کند. از موتورهای RS-IR در مواردی استفاده می‌شده که نیاز به وجود گشتاور راه‌اندازی بالا در دمای پایین و تنظیم ولتاژ اندک بوده. امروزه این نوع موتورها ساخته نمی‌شوند.

## موتور سنکرون جریان متناوب تک‌فاز
موتورهای سنکرون تک‌فاز کوچک به جای ایجاد میدان مغناطیسی به وسیله یک منبع خارجی از آهنرباهای کوچک برای ایجاد میدان استفاده می‌کنند. بنابراین روتور این موتورها نیازی به جریان القاکننده نخواهد داشت. خصوصیت اصلی این موتورها سرعت ثابت آنهاست به‌طوری‌که اغلب در وسایلی از آن‌ها استفاده می‌شود که نیاز به سرعتی ثابت دارند. این موتورها در ساعت‌ها، دیسک گردان‌ها، ضبط صوت‌ها و برخی دیگر از تجهیزات دقیق مورد استفاده قرار می‌گیرد.